# 46664
46664 je série charitativních koncertů, organizovaná Nelsonem Mandelou, jejíž výtěžek jde na boj proti AIDS. Nelson Mandela byl vězněn od roku 1964 pod vězeňským číslem 466 a z těchto dvou čísel vznikl název samotné akce, tedy 466 64 (vězeňské číslo + rok uvěznění).
Jako první místo oslovení posluchačů zvolil 29. prosince 2003 sobě dobře známou Jihoafrickou republiku, přesněji její druhé největší město a to Kapské Město, kde se na jejím Green Point Stadium představilo mnoho známých osobností.
- Anastacia
- Beyoncé Knowles
- Robert Plant
- Bob Geldof
- Queen + Paul Rodgers
- Dave Stewart
- Paul Oakenfold s Shifty Shellshock and TC
- Amampondo Drummers
- Baaba Maal
- Youssou N'Dour
- Yusuf Islam
- Peter Gabriel
- Angelique Kidjo
- Bono and The Edge from U2
- Abdel Wright
- Chris Thompson, Zoe Nicholas, Treana Morris
- Yvonne Chaka Chaka
- Bongo Maffin
- Johnny Clegg
- Jimmy Cliff
- The Corrs
- Ladysmith Black Mambazo
- Eurythmics
- Danny K
- Watershed
- Zucchero
- Ms. Dynamite
- Andrew Bonsu
- Soweto Gospel Choir